# Reszkess, Amerika!
A Reszkess, Amerika! (eredeti francia nyelvű címe: Les Visiteurs en Amérique,, angol nyelvű címe Just Visiting) 2001-ben bemutatott francia–amerikai fantasy-filmvígjáték, melyet Jean-Marie Poiré rendezett. A francia Jöttünk, láttunk, visszamennénk (1993) című film remake-je. A főbb szerepekben Jean Reno, Christina Applegate, Christian Clavier, Malcolm McDowell, Tara Reid és Bridgette Wilson látható. 
Az Amerikai Egyesült Államokban 2001. április 6-án, Franciaországban április 11-én bemutatott film negatív kritikákat kapott. Kritikusai az alapművel összehasonlítva egy gyenge próbálkozásnak tartották.

## Cselekmény
Thibault de Malfète gróf (Jean Reno) esküvőjén mágia hatása alatt megöli leendő hitvesét (Christina Applegate). Hű szolgája, André (Christian Clavier) egy varázslót (Malcolm McDowell) hoz, hogy segítsen. A varázsló vissza akarja küldeni a grófot a gyilkosság előtti időpillanatba, hogy ott megakadályozhassa a hölgy halálát. De a varázslat nem sikerül, és a gróf, André kíséretében a jövőbe repül.

## Szereplők
| Szerep                            | Színész                  | Magyar hang       |
| --------------------------------- | ------------------------ | ----------------- |
| Thibault de Malfète gróf          | Jean Reno                | Kovács István     |
| Rosaline hercegnő / Julia Malfète | Christina Applegate      | Kökényessy Ági    |
| André le Paté, lovász             | Christian Clavier        | Józsa Imre        |
| Hunter Cassidy, Julia vőlegénye   | Matt Ross                | Barát Attila      |
| Angélique, Byron szobalánya       | Tara Reid                | Hámori Eszter     |
| Amber, Hunter szeretője           | Bridgette Wilson-Sampras | Oroszlán Szonja   |
| Byron szomszéd                    | John Aylward             | Kardos Gábor      |
| Dr. Brady múzeumigazgató          | George Plimpton          | Szokolay Ottó     |
| Varázsló                          | Malcolm McDowell         | Dobránszky Zoltán |
| François Lecombier                | Alexis Loret             | Rékai Nándor      |
| Boszorkány                        | Valerie Griffiths        | Szabó Éva         |
| Királynő                          | Sarah Badel              | N/A               |